# Courzand

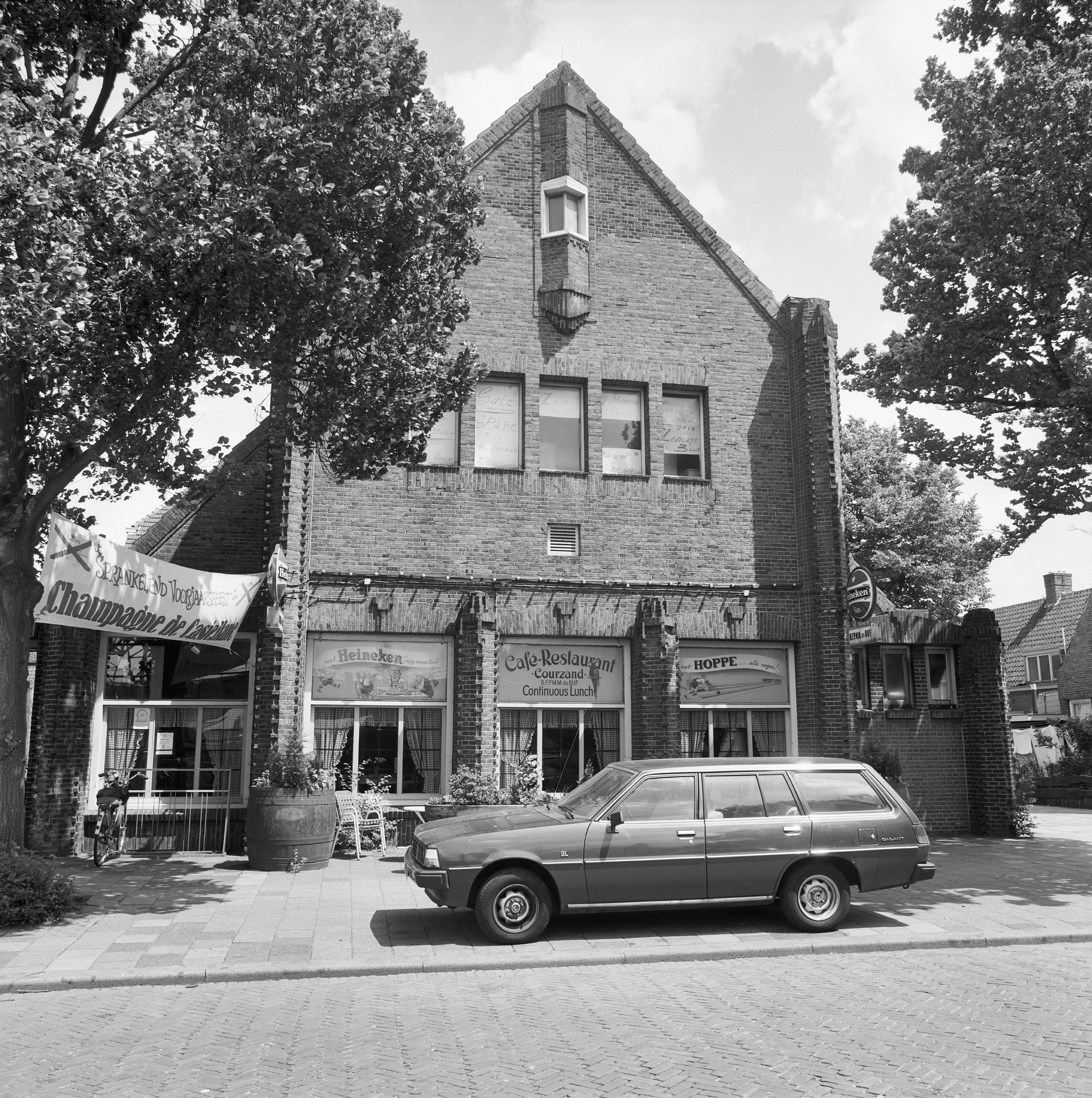
Gebouw Courzand aan de Courzandseweg in tuindorp Heijplaat (1981)

Courzand was een feest- en ontspanningsgebouw dat in 1917 werd geopend als onderdeel van het tuindorp Heijplaat dat was aangelegd als woonwijk voor arbeiders van de toenmalige Rotterdamsche Droogdok Maatschappij (RDM). Het is tegenwoordig een café-restaurant.

## Geschiedenis
De naam Courzand komt voor het eerst voor als aanduiding van een buitengors of zandplaat die in de Merwe (nu de Nieuwe Maas) was ontstaan bij de uitwatering van het riviertje de Koedood. In 1621 is sprake van de verpachting door de rentmeester der Grafelijkheid aan Hubrecht Cornelisz Visscher. In 1623 wordt het gebied in kaart gebracht door de landmeter Daniël Schellincx (of Van de Schellingh). Zijn kaart  toont "de Ruyge Plate groot 31½ mergen genaempt Courzandt". Het Courzand wordt daarna geleidelijk uitgebreid door bekading, later gevolgd door verpoldering. Het behoudt zijn landschappelijke en agrarische karakter tot de onteigening in 1911 ten behoeve van de uitbreiding van de haven van Rotterdam.
In 1902 was de RDM op de Heijplaat aan de zuidelijke Maasoever begonnen met het onderhoud en later de nieuwbouw van schepen. In 1913 stelde de gemeente ook het aangrenzende terrein ter beschikking van het bedrijf. Directeur M.G. de Gelder (1869-1918) had het plan opgevat om hier naar Engels model een tuindorp te bouwen voor zijn arbeiders. Naar ontwerp van de Amsterdamse architect H.A.J. Baanders werden tussen 1914 en 1918 in eerst instantie ongeveer 400 arbeiderswoningen gebouwd. Cafés waren niet gepland, maar er werden wel andere voorzieningen gerealiseerd, zoals winkels, kerken, een zwembad en een muziektent, en een ontspanningsgebouw genaamd Courzand.
De feestzaal Courzand werd in 1917 geopend. De gevel van het gebouw is met zijn expressieve gebruik van baksteen een voorbeeld van de Amsterdamse School. In het interieur zijn vooral de art-deco-elementen bepalend. De feestzaal beschikte over een podium waardoor het ook als theater voor toneel- of filmvoorstellingen kon worden gebruikt. Ook waren er kegelbanen. 
In de nacht van 20 november 1925 brak brand uit in de feestzaal. De feestzaal met houten betimmering en de kegelbanen gingen vrijwel geheel in vlammen op, alleen de muren stonden nog overeind. Het naastgelegen café bleef gespaard.
In 1929 werd het gebouw naar een ontwerp van Samuel de Clercq aan de achterzijde uitgebreid met een grote zaal, bestemd voor feesten en allerlei gemeenschappelijke activiteiten. 
In 1933 werd Arie den Toom beheerder van het feestgebouw. In het begin van de Tweede Wereldoorlog kreeg hij al spoedig contact met de Landelijke Organisatie en door zijn toedoen werd het gebouw een ontmoetingsplaats voor verzetsmensen. Ook werden er wapens opgeslagen. Op 13 maart 1945 werd hij, na verraad, bij een inval van de SD met twaalf anderen gearresteerd. Hij werd als 'Todeskandidaat' opgesloten in een cel van het politiebureau aan het Haagsche Veer. Op 3 april van dat jaar, een maand voor de bevrijding, werd hij samen met nog negen anderen op de Lage Oostzeedijk gefusilleerd. Hij wordt herdacht met een monument aan de Courzandseweg; ook is er een straat naar hem vernoemd, de Arie den Toomweg in Rotterdam.
De neergang van de RDM eindigde met het faillissement op 6 april 1983. Courzand was inmiddels al geruime tijd in particuliere handen gekomen en de nieuwe eigenaar maakte er in 1971 een knus bruin café van - later uitgebreid met een restaurant - door de kleine zaal te verkleinen met een tussenwand en een verlaagd plafond. In 1993 wordt de grote feestzaal afgebroken en met het puin werden de kegelbanen dichtgegooid. In 2017 wordt door een ingrijpende verbouwing de feestzaal teruggebracht in de oorspronkelijke staat en heropent Courzand als café-restaurant.
Het gebouw Courzand heeft geen beschermde status. Het maakt evenwel wel deel uit van de voorgenomen aanwijzing als rijksbeschermd stadsgezicht van het gebied RDM-Heijplaat.